# Agriotes leinfesti
Agriotes leinfesti là một loài bọ cánh cứng trong họ Elateridae. Loài này được Platia & Gudenzi miêu tả khoa học năm 1998.